# Jamie Vardy
Jamie Richard Vardy (de nacimiento Jamie Richard Gill, Sheffield, Inglaterra, Reino Unido, 11 de enero de 1987) es un futbolista británico. Juega en la posición de delantero. Desde julio de 2025 se encuentra sin equipo.
En la temporada 2015-16 fue galardonado con el Premio FWA al futbolista del año, poco después de conquistar la primera Premier League de la historia del club. Además fue internacional absoluto con la selección de fútbol de Inglaterra desde el 7 de junio de 2015 hasta agosto de 2018.

## Trayectoria
A diferencia de otros futbolistas profesionales ingleses, Jamie Vardy fue descubierto a una edad tardía. Cuando tenía 16 años fue liberado del Sheffield Wednesday y tuvo que fichar por un conjunto amateur, el Stocksbridge, del que fue el delantero más destacado a lo largo de siete temporadas. En aquella época su salario no superaba las 30 libras semanales y debía compaginar el deporte con un empleo como técnico en una fábrica de férulas. A comienzos de la temporada 2010-11 fue contratado a cambio de 15 000 libras por el Halifax Town (Conference North) donde marcó 29 goles en 41 partidos y consiguió el ascenso. En la campaña 2011-12 se marchó al Fleetwood Town (Conference Premier) para despuntar con 31 goles en 36 partidos, vitales en el ascenso logrado a la League Two.

### Leicester City F. C.
El 17 de mayo de 2012 se hizo oficial que el Leicester City F. C. había pagado 1 millón de libras por su traspaso. Esto convertía al delantero de Sheffield, a los 25 años, en el fichaje más caro hasta la fecha de un joven procedente de categorías inferiores a la Football League. Cuatro meses antes, el Fleetwood había rechazado una oferta del Blackpool F. C.
La adaptación de Vardy a la liga profesional no fue fácil. En su debut sólo hizo 4 goles en 26 partidos y las críticas de algunos aficionados por su estado de forma le llevaron a perder la confianza. Pese a ello, el entrenador Nigel Pearson le dio continuidad y en la edición 2013-14 sus números fueron muy diferentes: el Leicester obtuvo el ascenso a la Premier League y él consiguió 17 tantos en 36 encuentros, siendo además el máximo goleador de los Foxes. Sus compañeros de equipo le otorgaron el premio al mejor jugador de la temporada.
En la temporada 2014-15, la primera en la élite, pudo disputar 34 partidos —26 como titular— y marcar 5 goles, casi todos en la recta final, para así salvar la categoría.
En la temporada 2015/16, tras el despido del entrenador Nigel Pearson, entraría el italiano Claudio Ranieri como nuevo mánager del conjunto de la ciudad de Leicester. Ranieri apostó por Vardy como único delantero centro, que apoyado a sus espaldas por jugadores, poco conocidos en ese momento, como N'Golo Kanté, Riyad Mahrez y Danny Drinkwater sería protagonista de una enorme racha de victorias.
En el partido inicial de Premier League, frente al Sunderland A. F. C., marcaría, al minuto 11’, el primer gol del Leicester City en la temporada. El 29 de agosto, en el Vitality Stadium, jugando de visitante contra AFC Bournemouth, marcaría un gol que iniciaría una racha de 11 partidos consecutivos marcando en Premier League, batiendo a equipos como Manchester United, Aston Villa, Arsenal, Southampton, etc. Acabaría implantando, el 28 de noviembre de 2015, el récord de 11 encuentros sucesivos marcando en liga, un número antes llevada por el holandés Ruud van Nistelrooy con 10 goles. Debido a su buen rendimiento fue nombrado FA Premier League Player of the Month en los meses de octubre y noviembre.
El 14 de diciembre, volvería a marcar un tanto, esta vez en la victoria de su equipo ante el Chelsea F. C. de José Mourinho; lo haría de nuevo frente al Stoke City y Liverpool, ambas ocasiones como local. Tras el partido contra este último, el entrenador alemán Jürgen Klopp expresó:

«Cosas como estas suceden cuando alguien está en un buen momento, tal y como sucede con el Leicester y con Vardy. Obviamente se necesita un poco de suerte pero su partido fue realmente bueno y en primer lugar tiene que ser lo suficientemente valiente como para hacerlo.»
Jürgen Klopp

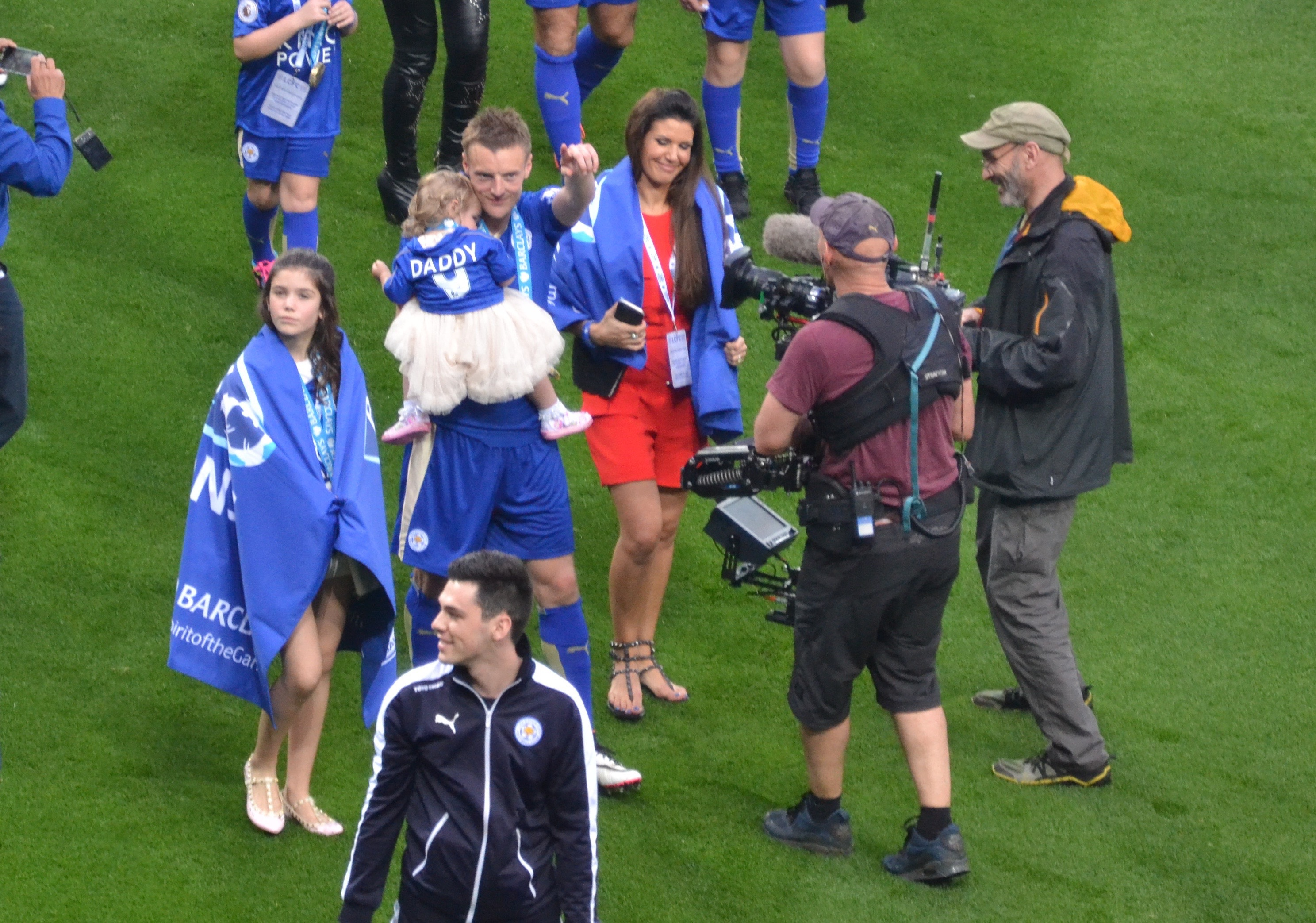
Vardy, junto a su familia, celebrando el logro del título del Leicester City en la Premier League 2015/16.

En el Emirates Stadium marcaría el único gol de su equipo, un 14 de febrero, esta vez de penal, frente a su rival Arsenal, un partido donde caerían 2:1 como marcador final.
Vardy terminaría la temporada 2015/16 como tercer goleador de la liga con 24 goles y 8 asistencias, superado por Harry Kane y Sergio Agüero, este último con la misma cantidad de anotaciones, pero con un menor número de partidos. El desempeño del ariete coincidió con la mejor temporada del Leicester City. desde su fundación en 1884, pues se proclamaron campeones de la Premier League por primera vez en su historia. Vardy acabó la temporada con 24 tantos, siendo uno de los principales baluartes del equipo. Por sus excelentes actuaciones en la Premier League fue galardonado con el Premio FWA al futbolista del año y el Jugador del Año de la Premier League. Además, fue elegido miembro del equipo del año de la Asociación de Futbolistas Profesionales, junto con sus compañeros Riyad Mahrez, N'Golo Kanté y Wes Morgan, acompañado por otras figuras como Harry Kane, David de Gea y Dele Alli. Fue nominado al Premio PFA al jugador del año, pero perdió ante el mismo Mahrez.
Vardy comenzaría la temporada 2016/17 siendo pretendido por varios clubes, entre ellos el Arsenal, equipo que estuvo dispuesto a pagar su cláusula de rescisión, pero inesperadamente renovaría su contrato con el Leicester City. El 7 de agosto de 2016 jugaría la Community Shield frente al Manchester United, Vardy anotaría en dicho encuentro un gol excelente, pero no fue suficiente ya que el Leicester City sucumbió ante los goles de Jesse Lingard y Zlatan Ibrahimović. Marcaría su primer gol de liga en la temporada, en la victoria frente al Swansea City durante la tercera fecha de la Premier League. El Leicester City seguidamente entró en una racha de derrotas en Premier League que alejó al equipo de las posiciones de Europa durante el resto de la temporada.
El 14 de septiembre debutó en Liga de Campeones en la victoria por 0 a 3 ante el Club Brujas. El 10 de diciembre marcó su primer hat-trick en la Premier League, después de 15 partidos sin anotar gol, en la victoria 4 a 2 sobre el Manchester City como locales donde sería la figura del partido. El 22 de febrero anotó su primer gol en Liga de Campeones en la derrota a domicilio por 2 a 1 ante el Sevilla. El 18 de abril volvió a marcar en el empate a uno ante el Atlético de Madrid. El Leicester City terminaría la temporada de Premier League en la posición 12, con Vardy anotando solamente 13 goles en dicha liga, y 16 goles en todas las competiciones.
El 11 de agosto del 2017, en la primera jornada de la Premier League, marcó un doblete en la derrota 4-3 en casa del Arsenal. El 29 de octubre marcó gol en la victoria por 2 a 0 ante el Everton, primer partido del nuevo técnico Claude Puel. El delantero inglés acabó la temporada mejorando los registros de la temporada anterior y pudo alcanzar los veinte tantos en la máxima competición inglesa, lo que permitió ser convocado para participar en el Mundial de Rusia. Además, renovó su contrato hasta junio de 2022.
Vardy inició la temporada 2018/19 de Premier League anotando un gol frente al Manchester United en Old Trafford, donde había entrado como suplente y su equipo terminaría perdiendo el encuentro. El 3 de marzo de 2019, en el partido debut de Brendan Rogers como entrenador, Vardy marca nuevamente al frente del Watford F. C., logrando el éxito de ser el jugador que ha marcado el primer gol del Leicester con Ranieri, Shakespeare, Puel y Rodgers. En la victoria 3-1 de local, el 9 de marzo de 2019, frente al Fulham, logra su gol 100 con el Leicester City, formando parte de un selecto club de jugadores históricos como Gary Lineker. Tras excelentes actuaciones en el mes de abril fue seleccionado FA Premier League Player of the Month. Terminaría la temporada con 18 goles en 34 partidos de Premier League, siendo superado por Pierre-Emerick Aubameyang, Sadio Mané, Mohamed Salah y Sergio Agüero.

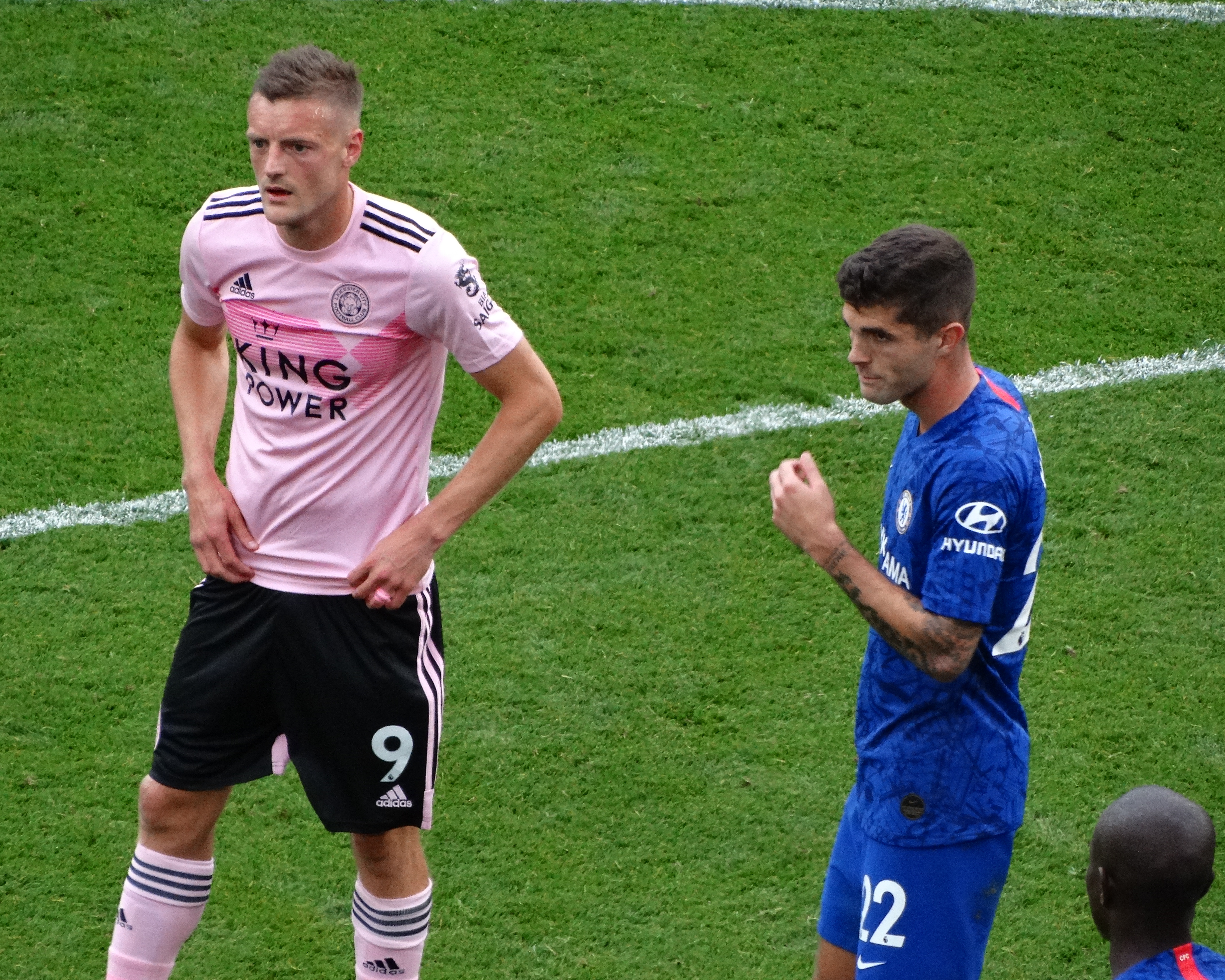
Vardy junto a Christian Pulišić durante un partido de Premier League frente al Chelsea F. C. en agosto de 2019.

La temporada 2019/20, a pesar de ser atípica debido a la situación epidemiológica relacionada al COVID-19 y que afectó el mundo del fútbol, fue una temporada consagratoria para Vardy, puesto que ganaría con 23 goles la Bota de Oro de la Premier League siendo el jugador más veterano en conseguir este galardón, ayudaría a la clasificación del Leicester City para la Europa League, sería seleccionado FA Premier League Player of the Month en el mes de octubre de 2019, estuvo incluido nuevamente como miembro del equipo del año de la Asociación de Futbolistas Profesionales junto a su compañero Çağlar Söyüncü y alcanzaría los 100 goles en Premier League. Renovaría su contrato en el mes de agosto de 2020 hasta junio de 2023.
La temporada 2020/21, comenzaría para Vardy con un doblete de penalti frente al West Bromwich Albion el 13 de septiembre de 2020. En la tercera jornada de dicha liga, le marcaría un triplete nuevamente al Manchester City de Guardiola, siendo la primera vez que le marcaban 5 goles a un equipo del entrenador antes mencionado. El 24 de octubre de 2020, marcaría un gol en la victoria al Arsenal como visitante, quedando a un único gol para empatar a Wayne Rooney como el jugador que más ha anotado al Arsenal. Debutó por primera vez en Europa League, frente al AEK Atenas durante la fase de grupos, con un gol de penalti, el 29 de octubre de 2020.
El 24 de abril de 2025, anunció que se marcharia del Leicester después de 13 años de carrera en el club.

## Selección nacional

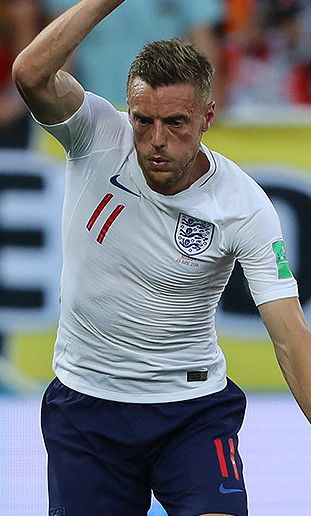
Vardy jugando por en la Copa Mundial de Fútbol de 2018.

Vardy fue internacional con la selección nacional de Inglaterra, a la que fue convocado por primera vez el 21 de mayo de 2015 para dos partidos: un amistoso contra Irlanda y otro de clasificación para la Eurocopa 2016 ante la selección de Eslovenia.
Su debut llegó el 7 de junio frente a la selección de Irlanda (0-0), siendo el reemplazo del capitán Wayne Rooney en los últimos 15 minutos de juego. Desde el 30 de agosto de 2015, Vardy volvió a ser convocado para los encuentros clasificatorios de la Eurocopa 2016 ante San Marino y Suiza, convirtiéndose en un habitual del seleccionado al coincidir con su mejor momento de forma. El primer gol en partido oficial lo marcó frente a Alemania el 26 de marzo de 2016 (partido que ganó Inglaterra por 3-2). Volvió a anotar en dos amistosos ante las selecciones de Países Bajos y Turquía.
En su debut en la Eurocopa 2016, entró como reserva en el duelo frente a Gales y marcó el gol del empate, que sirvió a su selección para remontar el encuentro (2-1).
El 16 de mayo de 2018, Gareth Southgate lo incluyó en la lista de 23 para participar en la Copa Mundial de Fútbol de 2018.
El 29 de agosto de 2018 anunció su retiro de la selección nacional de Inglaterra.

### Participaciones en Eurocopas
| Copa          | Sede    | Resultado        | Partidos | Goles |
| ------------- | ------- | ---------------- | -------- | ----- |
| Eurocopa 2016 | Francia | Octavos de final | 3        | 1     |

### Participaciones en Copas Mundiales
| Mundial           | Sede  | Resultado     | Partidos | Goles |
| ----------------- | ----- | ------------- | -------- | ----- |
| Copa Mundial 2018 | Rusia | Cuarto puesto | 4        | 0     |

## Estadísticas

### Clubes
Actualizado al último partido disputado el 18 de mayo de 2025.
| Club                            | Div.          | Temporada     | Liga  | Liga  | Liga   | Copas nacionales | Copas nacionales | Copas nacionales | Copas internacionales | Copas internacionales | Copas internacionales | Total | Total | Total  |
| Club                            | Div.          | Temporada     | Part. | Goles | Asist. | Part.            | Goles            | Asist.           | Part.                 | Goles                 | Asist.                | Part. | Goles | Asist. |
| ------------------------------- | ------------- | ------------- | ----- | ----- | ------ | ---------------- | ---------------- | ---------------- | --------------------- | --------------------- | --------------------- | ----- | ----- | ------ |
| F. C. Halifax Town Inglaterra   | 7.ª           | 2010-11       | 33    | 23    | 0      | 4                | 2                | 0                | —                     | —                     | —                     | 37    | 25    | 0      |
| F. C. Halifax Town Inglaterra   | 6.ª           | 2011-12       | 4     | 3     | 0      | 0                | 0                | 0                | —                     | —                     | —                     | 4     | 3     | 0      |
| F. C. Halifax Town Inglaterra   | Total club    | Total club    | 37    | 26    | 0      | 4                | 2                | 0                | 0                     | 0                     | 0                     | 41    | 28    | 0      |
| Fleetwood Town F. C. Inglaterra | 5.ª           | 2011-12       | 36    | 31    | 11     | 6                | 3                | 0                | —                     | —                     | —                     | 42    | 34    | 11     |
| Fleetwood Town F. C. Inglaterra | Total club    | Total club    | 36    | 31    | 11     | 4                | 3                | 0                | 0                     | 0                     | 0                     | 42    | 34    | 11     |
| Leicester City F. C. Inglaterra | 2.ª           | 2012-13       | 26    | 4     | 3      | 3                | 1                | 0                | —                     | —                     | —                     | 29    | 5     | 3      |
| Leicester City F. C. Inglaterra | 2.ª           | 2013-14       | 37    | 16    | 0      | 4                | 0                | 0                | —                     | —                     | —                     | 41    | 16    | 0      |
| Leicester City F. C. Inglaterra | 1.ª           | 2014-15       | 34    | 5     | 8      | 2                | 0                | 0                | —                     | —                     | —                     | 36    | 5     | 8      |
| Leicester City F. C. Inglaterra | 1.ª           | 2015-16       | 36    | 24    | 7      | 2                | 0                | 1                | —                     | —                     | —                     | 38    | 24    | 8      |
| Leicester City F. C. Inglaterra | 1.ª           | 2016-17       | 35    | 13    | 5      | 4                | 1                | 0                | 9                     | 2                     | 0                     | 48    | 16    | 5      |
| Leicester City F. C. Inglaterra | 1.ª           | 2017-18       | 37    | 20    | 1      | 5                | 3                | 0                | —                     | —                     | —                     | 42    | 23    | 1      |
| Leicester City F. C. Inglaterra | 1.ª           | 2018-19       | 34    | 18    | 4      | 2                | 0                | 0                | —                     | —                     | —                     | 36    | 18    | 4      |
| Leicester City F. C. Inglaterra | 1.ª           | 2019-20       | 35    | 23    | 5      | 5                | 0                | 2                | —                     | —                     | —                     | 40    | 23    | 7      |
| Leicester City F. C. Inglaterra | 1.ª           | 2020-21       | 34    | 15    | 8      | 4                | 0                | 0                | 4                     | 2                     | 0                     | 42    | 17    | 8      |
| Leicester City F. C. Inglaterra | 1.ª           | 2021-22       | 25    | 15    | 2      | 2                | 2                | 0                | 6                     | 0                     | 0                     | 33    | 17    | 2      |
| Leicester City F. C. Inglaterra | 1.ª           | 2022-23       | 37    | 3     | 4      | 5                | 3                | 1                | —                     | —                     | —                     | 42    | 6     | 5      |
| Leicester City F. C. Inglaterra | 2.ª           | 2023-24       | 35    | 18    | 1      | 2                | 2                | 0                | —                     | —                     | —                     | 37    | 20    | 1      |
| Leicester City F. C. Inglaterra | 1.ª           | 2024-25       | 35    | 9     | 4      | 1                | 1                | 0                | —                     | —                     | —                     | 35    | 10    | 4      |
| Leicester City F. C. Inglaterra | Total club    | Total club    | 436   | 181   | 51     | 41               | 13               | 4                | 19                    | 4                     | 0                     | 500   | 200   | 55     |
| Total carrera                   | Total carrera | Total carrera | 509   | 238   | 62     | 49               | 18               | 4                | 19                    | 4                     | 0                     | 579   | 261   | 66     |

### Selección absoluta
Actualizado a 13 de febrero de 2021
| Selección           | Año   | Amistosos | Amistosos | Amistosos | Eliminatorias Europeas | Eliminatorias Europeas | Eliminatorias Europeas | Eliminatorias Mundialistas | Eliminatorias Mundialistas | Eliminatorias Mundialistas | Copa Mundial | Copa Mundial | Copa Mundial | Eurocopa | Eurocopa | Eurocopa | Copa Confederaciones | Copa Confederaciones | Copa Confederaciones | Total | Total | Total  | Media goleadora |
| Selección           | Año   | Part.     | Goles     | Asist.    | Part.                  | Goles                  | Asist.                 | Part.                      | Goles                      | Asist.                     | Part.        | Goles        | Asist.       | Part.    | Goles    | Asist.   | Part.                | Goles                | Asist.               | Part. | Goles | Asist. | Media goleadora |
| ------------------- | ----- | --------- | --------- | --------- | ---------------------- | ---------------------- | ---------------------- | -------------------------- | -------------------------- | -------------------------- | ------------ | ------------ | ------------ | -------- | -------- | -------- | -------------------- | -------------------- | -------------------- | ----- | ----- | ------ | --------------- |
| Absoluta Inglaterra | 2015  | 1         | 0         | 0         | 3                      | 0                      | 1                      | -                          | -                          | -                          | -            | -            | -            | -        | -        | -        | -                    | -                    | -                    | 4     | 0     | 1      | 0               |
| Absoluta Inglaterra | 2016  | 5         | 4         | 0         | -                      | -                      | -                      | 2                          | 0                          | 0                          | -            | -            | -            | 3        | 1        | 0        | -                    | -                    | -                    | 10    | 5     | 0      | 0.5             |
| Absoluta Inglaterra | 2017  | 3         | 0         | 0         | -                      | -                      | -                      | 2                          | 1                          | 0                          | -            | -            | -            | -        | -        | -        | -                    | -                    | -                    | 5     | 1     | 0      | 0.2             |
| Absoluta Inglaterra | 2018  | 3         | 1         | 0         | -                      | -                      | -                      | -                          | -                          | -                          | 4            | 0            | 0            | -        | -        | -        | -                    | -                    | -                    | 7     | 1     | 0      | 0.14            |
| Total               | Total | 12        | 5         | 0         | 3                      | 0                      | 1                      | 4                          | 1                          | 0                          | 4            | 0            | 0            | 3        | 1        | 0        | 0                    | 0                    | 0                    | 26    | 7     | 1      | 0.27            |

### Hat-tricks
| 1 | 10 de diciembre de 2016  | King Power Stadium, Leicester  | Leicester City - Manchester City |       | 4 - 2                  | Premier League 2016-17 |
| 2 | 25 de octubre de 2019    | St Mary's Stadium, Southampton | Southampton - Leicester City     | 0 - 9 | Premier League 2019-20 |                        |
| 3 | 27 de septiembre de 2020 | Etihad Stadium, Mánchester     | Manchester City - Leicester City | 2 - 5 | Premier League 2020-21 |                        |

## Palmarés

### Campeonatos nacionales
| Título                | Equipo               | País       | Año     |
| --------------------- | -------------------- | ---------- | ------- |
| National League North | F. C. Halifax Town   | Inglaterra | 2010-11 |
| National League       | Fleetwood Town F. C. | Inglaterra | 2011-12 |
| Championship          | Leicester City F. C. | Inglaterra | 2013-14 |
| Premier League        | Leicester City F. C. | Inglaterra | 2015-16 |
| FA Cup                | Leicester City F. C. | Inglaterra | 2021    |
| Community Shield      | Leicester City F. C. | Inglaterra | 2021    |
| Championship          | Leicester City F. C. | Inglaterra | 2023-24 |

### Distinciones individuales
| Distinción                                       | Año        |
| ------------------------------------------------ | ---------- |
| Bota de Oro de la Conference Premier (31 goles)  | 2012       |
| Premio PFA Equipo del Año                        | 2016, 2020 |
| Jugador del Año de la Premier League             | 2016       |
| Premio FWA al futbolista del año                 | 2016       |
| #8 mejor jugador del mundo según el Balón de Oro | 2016       |
| Bota de Oro de la Premier League (23 goles)      | 2020       |